# Tullbergia
Genre
Tullbergia est un genre de collemboles, de la famille des Tullbergiidae (sous-famille des Tullbergiinae).

## Liste des espèces
Selon Checklist of the Collembola of the World (version du 20 septembre 2019) :
- Tullbergia africana Martynova, 1979
- Tullbergia alcirae Palacios-Vargas & Salazar-Martínez, 2014
- Tullbergia anops Christiansen, K et Bellinger, 1980
- Tullbergia antarctica Lubbock, 1876
- Tullbergia arctica Wahlgren, 1900
- Tullbergia australica Womersley, 1933
- Tullbergia bella Fjellberg, 1988
- Tullbergia bisetosa Börner, 1903
- Tullbergia collis Bacon, 1914
- Tullbergia crozetensis Deharveng, 1981
- Tullbergia duops Christiansen & Bellinger, 1980
- Tullbergia gambiensis Womersley, 1935
- Tullbergia ghilarovi (Khanislamova, 1987)
- Tullbergia harti (Rusek, 1991)
- Tullbergia huetheri da Gama, 1968
- Tullbergia inconspicua Izarra, 1965
- Tullbergia insularis Wahlgren, 1906
- Tullbergia kilimanjarica (Delamare Deboutteville, 1953)
- Tullbergia latens Christiansen & Bellinger, 1980
- Tullbergia mala Christiansen & Bellinger, 1980
- Tullbergia massoudi Hermosilla & Rubio, 1976
- Tullbergia maxima Deharveng, 1981
- Tullbergia mediantarctica Wise, 1967
- Tullbergia meridionalis Cassagnau & Rapoport, 1962
- Tullbergia meridionalis Barra, 1995
- Tullbergia mexicana Handschin, 1928
- Tullbergia minensis Arlé, 1960
- Tullbergia mixta Wahlgren, 1906
- Tullbergia nearctica Bernard, 2016
- Tullbergia nulla Christiansen & Bellinger, 1980
- Tullbergia obtusochaeta (Rusek, 1976)
- Tullbergia ouatilou Najt & Weiner, 1997
- Tullbergia paranensis Izarra, 1969
- Tullbergia pomorskii (Smolis, 2010)
- Tullbergia quadrisetosa (Willem, 1902)
- Tullbergia rapoporti Arbea, 2016
- Tullbergia schaefferi Salmon, 1974
- Tullbergia templei Wise, 1970
- Tullbergia tolanara Thibaud, 2008
- Tullbergia trisetosa Schäffer, 1897
- Tullbergia vancouverica (Rusek, 1976)
- Tullbergia ventanensis Rapoport, 1963
- Tullbergia womersleyi (Bagnall, 1947)

### Publication originale
- Lubbock, 1876 : On a new genus and species of Collembola from Kerguelen Island. Annals and Magazine of Natural History, sér. 4, vol. 18, p. 324 (texte intégral).